# Ski Classics 2024/25
Die Ski Classics 2024/25 waren die 15. Austragung der Wettkampfserie im Skilanglauf. Sie umfassten 14 Einzelrennen, davon 11 Skimarathons im Massenstart, und drei Intervallstarts, die in klassischer Technik ausgetragen wurden. Die Serie startete am 14. Dezember 2024 mit dem Bad Gastein ITT in Bad Gastein und endete am 30. März 2025 mit dem Summit 2 Senja in Bardufoss. Gesamtsieger waren die Norweger Ole Jørgen Bruvoll und Anikken Gjerde Alnæs.

## Männer

### Ergebnisse
| 1.Ski Classics in Bad Gastein – Bad Gastein ITT | 1.Ski Classics in Bad Gastein – Bad Gastein ITT | 1.Ski Classics in Bad Gastein – Bad Gastein ITT | 1.Ski Classics in Bad Gastein – Bad Gastein ITT | 1.Ski Classics in Bad Gastein – Bad Gastein ITT |
| ----------------------------------------------- | ----------------------------------------------- | ----------------------------------------------- | ----------------------------------------------- | ----------------------------------------------- |
| Datum                                           | Disziplin                                       | Erster Platz                                    | Zweiter Platz                                   | Dritter Platz                                   |
| 14. Dezember 2024                               | 7 km klassisch                                  | Amund Hoel                                      | Ole Jørgen Bruvoll                              | Amund Riege                                     |

| 2.Ski Classics in Bad Gastein – Bad Gastein Criterium | 2.Ski Classics in Bad Gastein – Bad Gastein Criterium | 2.Ski Classics in Bad Gastein – Bad Gastein Criterium | 2.Ski Classics in Bad Gastein – Bad Gastein Criterium | 2.Ski Classics in Bad Gastein – Bad Gastein Criterium |
| ----------------------------------------------------- | ----------------------------------------------------- | ----------------------------------------------------- | ----------------------------------------------------- | ----------------------------------------------------- |
| Datum                                                 | Disziplin                                             | Erster Platz                                          | Zweiter Platz                                         | Dritter Platz                                         |
| 15. Dezember 2024                                     | 36 km klassisch                                       | Amund Riege                                           | Emil Persson                                          | Axel Jutterström                                      |

| 3.Ski Classics in Sexten – 3 Zinnen Ski-Marathon | 3.Ski Classics in Sexten – 3 Zinnen Ski-Marathon | 3.Ski Classics in Sexten – 3 Zinnen Ski-Marathon | 3.Ski Classics in Sexten – 3 Zinnen Ski-Marathon | 3.Ski Classics in Sexten – 3 Zinnen Ski-Marathon |
| ------------------------------------------------ | ------------------------------------------------ | ------------------------------------------------ | ------------------------------------------------ | ------------------------------------------------ |
| Datum                                            | Disziplin                                        | Erster Platz                                     | Zweiter Platz                                    | Dritter Platz                                    |
| 11. Januar 2025                                  | 60 km klassisch                                  | Kasper Stadaas                                   | Amund Riege                                      | Johan Hoel                                       |

| 4.Ski Classics in Vinschgau – La Venosta ITT Kapron-Melago | 4.Ski Classics in Vinschgau – La Venosta ITT Kapron-Melago | 4.Ski Classics in Vinschgau – La Venosta ITT Kapron-Melago | 4.Ski Classics in Vinschgau – La Venosta ITT Kapron-Melago | 4.Ski Classics in Vinschgau – La Venosta ITT Kapron-Melago |
| ---------------------------------------------------------- | ---------------------------------------------------------- | ---------------------------------------------------------- | ---------------------------------------------------------- | ---------------------------------------------------------- |
| Datum                                                      | Disziplin                                                  | Erster Platz                                               | Zweiter Platz                                              | Dritter Platz                                              |
| 12. Januar 2025                                            | 11 km klassisch                                            | Oskar Kardin                                               | Max Novak                                                  | Johan Tjelle                                               |

| 5.Ski Classics in Pontresina nach Zuoz – La Diagonela | 5.Ski Classics in Pontresina nach Zuoz – La Diagonela | 5.Ski Classics in Pontresina nach Zuoz – La Diagonela | 5.Ski Classics in Pontresina nach Zuoz – La Diagonela | 5.Ski Classics in Pontresina nach Zuoz – La Diagonela |
| ----------------------------------------------------- | ----------------------------------------------------- | ----------------------------------------------------- | ----------------------------------------------------- | ----------------------------------------------------- |
| Datum                                                 | Disziplin                                             | Erster Platz                                          | Zweiter Platz                                         | Dritter Platz                                         |
| 18. Januar 2025                                       | 43 km klassisch                                       | Amund Riege                                           | Johan Hoel                                            | Amund Hoel                                            |

| 6. Ski Classics im Val di Fiemme und Val di Fassa – Marcialonga | 6. Ski Classics im Val di Fiemme und Val di Fassa – Marcialonga | 6. Ski Classics im Val di Fiemme und Val di Fassa – Marcialonga | 6. Ski Classics im Val di Fiemme und Val di Fassa – Marcialonga | 6. Ski Classics im Val di Fiemme und Val di Fassa – Marcialonga |
| --------------------------------------------------------------- | --------------------------------------------------------------- | --------------------------------------------------------------- | --------------------------------------------------------------- | --------------------------------------------------------------- |
| Datum                                                           | Disziplin                                                       | Erster Platz                                                    | Zweiter Platz                                                   | Dritter Platz                                                   |
| 26. Januar 2025                                                 | 70 km klassisch                                                 | Andreas Nygaard                                                 | Max Novak                                                       | Amund Hoel                                                      |

| 7. Ski Classics von Bedřichov – Isergebirgslauf | 7. Ski Classics von Bedřichov – Isergebirgslauf | 7. Ski Classics von Bedřichov – Isergebirgslauf | 7. Ski Classics von Bedřichov – Isergebirgslauf | 7. Ski Classics von Bedřichov – Isergebirgslauf |
| ----------------------------------------------- | ----------------------------------------------- | ----------------------------------------------- | ----------------------------------------------- | ----------------------------------------------- |
| Datum                                           | Disziplin                                       | Erster Platz                                    | Zweiter Platz                                   | Dritter Platz                                   |
| 9. Februar 2025                                 | 50 km klassisch                                 | Ole Jørgen Bruvoll                              | Torleif Syrstad                                 | Johan Hoel                                      |

| 8. Ski Classics von Orsa Grönklitt – Grönklitt Criterium 61 | 8. Ski Classics von Orsa Grönklitt – Grönklitt Criterium 61 | 8. Ski Classics von Orsa Grönklitt – Grönklitt Criterium 61 | 8. Ski Classics von Orsa Grönklitt – Grönklitt Criterium 61 | 8. Ski Classics von Orsa Grönklitt – Grönklitt Criterium 61 |
| ----------------------------------------------------------- | ----------------------------------------------------------- | ----------------------------------------------------------- | ----------------------------------------------------------- | ----------------------------------------------------------- |
| Datum                                                       | Disziplin                                                   | Erster Platz                                                | Zweiter Platz                                               | Dritter Platz                                               |
| 15. Februar 2025                                            | 61 km klassisch                                             | Max Novak                                                   | Eirik Sverdrup Augdal                                       | Axel Jutterström                                            |

| 9. Ski Classics von Orsa Grönklitt – Grönklitt ITT | 9. Ski Classics von Orsa Grönklitt – Grönklitt ITT | 9. Ski Classics von Orsa Grönklitt – Grönklitt ITT | 9. Ski Classics von Orsa Grönklitt – Grönklitt ITT | 9. Ski Classics von Orsa Grönklitt – Grönklitt ITT |
| -------------------------------------------------- | -------------------------------------------------- | -------------------------------------------------- | -------------------------------------------------- | -------------------------------------------------- |
| Datum                                              | Disziplin                                          | Erster Platz                                       | Zweiter Platz                                      | Dritter Platz                                      |
| 16. Februar 2025                                   | 13 km klassisch                                    | Emil Persson                                       | Max Novak                                          | Torleif Syrstad                                    |

| 10. Ski Classics von Sälen nach Mora – Wasalauf | 10. Ski Classics von Sälen nach Mora – Wasalauf | 10. Ski Classics von Sälen nach Mora – Wasalauf | 10. Ski Classics von Sälen nach Mora – Wasalauf | 10. Ski Classics von Sälen nach Mora – Wasalauf |
| ----------------------------------------------- | ----------------------------------------------- | ----------------------------------------------- | ----------------------------------------------- | ----------------------------------------------- |
| Datum                                           | Disziplin                                       | Erster Platz                                    | Zweiter Platz                                   | Dritter Platz                                   |
| 2. März 2025                                    | 90 km klassisch                                 | Alvar Myhlback                                  | Emil Persson                                    | Max Novak                                       |

| 11. Ski Classics von Rena nach Lillehammer – Birkebeinerrennet | 11. Ski Classics von Rena nach Lillehammer – Birkebeinerrennet | 11. Ski Classics von Rena nach Lillehammer – Birkebeinerrennet | 11. Ski Classics von Rena nach Lillehammer – Birkebeinerrennet | 11. Ski Classics von Rena nach Lillehammer – Birkebeinerrennet |
| -------------------------------------------------------------- | -------------------------------------------------------------- | -------------------------------------------------------------- | -------------------------------------------------------------- | -------------------------------------------------------------- |
| Datum                                                          | Disziplin                                                      | Erster Platz                                                   | Zweiter Platz                                                  | Dritter Platz                                                  |
| 15. März 2025                                                  | 54 km klassisch                                                | Andreas Nygaard                                                | Amund Hoel                                                     | Johan Hoel                                                     |

| 12. Ski Classics in Bodø – Marcialonga Bodø | 12. Ski Classics in Bodø – Marcialonga Bodø | 12. Ski Classics in Bodø – Marcialonga Bodø | 12. Ski Classics in Bodø – Marcialonga Bodø | 12. Ski Classics in Bodø – Marcialonga Bodø |
| ------------------------------------------- | ------------------------------------------- | ------------------------------------------- | ------------------------------------------- | ------------------------------------------- |
| Datum                                       | Disziplin                                   | Erster Platz                                | Zweiter Platz                               | Dritter Platz                               |
| 22. März 2025                               | 50 km klassisch                             | Eirik Sverdrup Augdal                       | Axel Jutterström                            | Thomas Ødegaarden                           |

| 13. Ski Classics in Bardufoss – Reistadløpet | 13. Ski Classics in Bardufoss – Reistadløpet | 13. Ski Classics in Bardufoss – Reistadløpet | 13. Ski Classics in Bardufoss – Reistadløpet | 13. Ski Classics in Bardufoss – Reistadløpet |
| -------------------------------------------- | -------------------------------------------- | -------------------------------------------- | -------------------------------------------- | -------------------------------------------- |
| Datum                                        | Disziplin                                    | Erster Platz                                 | Zweiter Platz                                | Dritter Platz                                |
| 29. März 2025                                | 46 km klassisch                              | Eirik Sverdrup Augdal                        | Thomas Ødegaarden                            | Ole Jørgen Bruvoll                           |

| 14. Ski Classics in Bardufoss – Summit 2 Senja | 14. Ski Classics in Bardufoss – Summit 2 Senja | 14. Ski Classics in Bardufoss – Summit 2 Senja | 14. Ski Classics in Bardufoss – Summit 2 Senja | 14. Ski Classics in Bardufoss – Summit 2 Senja |
| ---------------------------------------------- | ---------------------------------------------- | ---------------------------------------------- | ---------------------------------------------- | ---------------------------------------------- |
| Datum                                          | Disziplin                                      | Erster Platz                                   | Zweiter Platz                                  | Dritter Platz                                  |
| 30. März 2025                                  | 60 km klassisch                                | Ole Jørgen Bruvoll                             | Johan Hoel                                     | Eirik Sverdrup Augdal                          |

### Gesamtwertung
| Endstand nach 14 Ski Classics (Top 10) |                       |        |
| \| Rang \| Name \| Punkte \| \| ---- \| --------------------- \| ------ \| \| 1. \| Ole Jørgen Bruvoll \| 3050 \| \| 2. \| Johan Tjelle \| 2906 \| \| 3. \| Amund Hoel \| 2882 \| \| 4. \| Johan Hoel \| 2738 \| \| 5. \| Andreas Nygaard \| 2697 \| \| 6. \| Eirik Sverdrup Augdal \| 2689 \| \| 7. \| Max Novak \| 2683 \| \| 8. \| Torleif Syrstad \| 2591 \| \| 9. \| Thomas Ødegaarden \| 2559 \| \| 10. \| Axel Jutterström \| 2550 \| |                       |        |
| Rang | Name                  | Punkte |
| 1. | Ole Jørgen Bruvoll    | 3050   |
| 2. | Johan Tjelle          | 2906   |
| 3. | Amund Hoel            | 2882   |
| 4. | Johan Hoel            | 2738   |
| 5. | Andreas Nygaard       | 2697   |
| 6. | Eirik Sverdrup Augdal | 2689   |
| 7. | Max Novak             | 2683   |
| 8. | Torleif Syrstad       | 2591   |
| 9. | Thomas Ødegaarden     | 2559   |
| 10. | Axel Jutterström      | 2550   |

## Frauen

### Ergebnisse
| 1.Ski Classics in Bad Gastein – Bad Gastein ITT | 1.Ski Classics in Bad Gastein – Bad Gastein ITT | 1.Ski Classics in Bad Gastein – Bad Gastein ITT | 1.Ski Classics in Bad Gastein – Bad Gastein ITT | 1.Ski Classics in Bad Gastein – Bad Gastein ITT |
| ----------------------------------------------- | ----------------------------------------------- | ----------------------------------------------- | ----------------------------------------------- | ----------------------------------------------- |
| Datum                                           | Disziplin                                       | Erster Platz                                    | Zweiter Platz                                   | Dritter Platz                                   |
| 14. Dezember 2024                               | 7 km klassisch                                  | Anikken Gjerde Alnæs                            | Magni Smedås                                    | Emilie Fleten                                   |

| 2.Ski Classics in Bad Gastein – Bad Gastein Criterium | 2.Ski Classics in Bad Gastein – Bad Gastein Criterium | 2.Ski Classics in Bad Gastein – Bad Gastein Criterium | 2.Ski Classics in Bad Gastein – Bad Gastein Criterium | 2.Ski Classics in Bad Gastein – Bad Gastein Criterium |
| ----------------------------------------------------- | ----------------------------------------------------- | ----------------------------------------------------- | ----------------------------------------------------- | ----------------------------------------------------- |
| Datum                                                 | Disziplin                                             | Erster Platz                                          | Zweiter Platz                                         | Dritter Platz                                         |
| 15. Dezember 2024                                     | 36 km klassisch                                       | Emilie Fleten                                         | Anikken Gjerde Alnæs                                  | Stina Nilsson                                         |

| 3.Ski Classics in Sexten – 3 Zinnen Ski-Marathon | 3.Ski Classics in Sexten – 3 Zinnen Ski-Marathon | 3.Ski Classics in Sexten – 3 Zinnen Ski-Marathon | 3.Ski Classics in Sexten – 3 Zinnen Ski-Marathon | 3.Ski Classics in Sexten – 3 Zinnen Ski-Marathon |
| ------------------------------------------------ | ------------------------------------------------ | ------------------------------------------------ | ------------------------------------------------ | ------------------------------------------------ |
| Datum                                            | Disziplin                                        | Erster Platz                                     | Zweiter Platz                                    | Dritter Platz                                    |
| 11. Januar 2025                                  | 60 km klassisch                                  | Anikken Gjerde Alnæs                             | Jenny Larsson                                    | Silje Øyre Slind                                 |

| 4.Ski Classics in Vinschgau – La Venosta ITT Kapron-Melago | 4.Ski Classics in Vinschgau – La Venosta ITT Kapron-Melago | 4.Ski Classics in Vinschgau – La Venosta ITT Kapron-Melago | 4.Ski Classics in Vinschgau – La Venosta ITT Kapron-Melago | 4.Ski Classics in Vinschgau – La Venosta ITT Kapron-Melago |
| ---------------------------------------------------------- | ---------------------------------------------------------- | ---------------------------------------------------------- | ---------------------------------------------------------- | ---------------------------------------------------------- |
| Datum                                                      | Disziplin                                                  | Erster Platz                                               | Zweiter Platz                                              | Dritter Platz                                              |
| 12. Januar 2025                                            | 11 km klassisch                                            | Emilie Fleten                                              | Stina Nilsson                                              | Jenny Larsson                                              |

| 5.Ski Classics in Pontresina nach Zuoz – La Diagonela | 5.Ski Classics in Pontresina nach Zuoz – La Diagonela | 5.Ski Classics in Pontresina nach Zuoz – La Diagonela | 5.Ski Classics in Pontresina nach Zuoz – La Diagonela | 5.Ski Classics in Pontresina nach Zuoz – La Diagonela |
| ----------------------------------------------------- | ----------------------------------------------------- | ----------------------------------------------------- | ----------------------------------------------------- | ----------------------------------------------------- |
| Datum                                                 | Disziplin                                             | Erster Platz                                          | Zweiter Platz                                         | Dritter Platz                                         |
| 18. Januar 2025                                       | 43 km klassisch                                       | Silje Øyre Slind                                      | Emilie Fleten                                         | Anikken Gjerde Alnæs                                  |

| 6. Ski Classics im Val di Fiemme und Val di Fassa – Marcialonga | 6. Ski Classics im Val di Fiemme und Val di Fassa – Marcialonga | 6. Ski Classics im Val di Fiemme und Val di Fassa – Marcialonga | 6. Ski Classics im Val di Fiemme und Val di Fassa – Marcialonga | 6. Ski Classics im Val di Fiemme und Val di Fassa – Marcialonga |
| --------------------------------------------------------------- | --------------------------------------------------------------- | --------------------------------------------------------------- | --------------------------------------------------------------- | --------------------------------------------------------------- |
| Datum                                                           | Disziplin                                                       | Erster Platz                                                    | Zweiter Platz                                                   | Dritter Platz                                                   |
| 26. Januar 2025                                                 | 70 km klassisch                                                 | Emilie Fleten                                                   | Silje Øyre Slind                                                | Anikken Gjerde Alnæs                                            |

| 7. Ski Classics von Bedřichov – Isergebirgslauf | 7. Ski Classics von Bedřichov – Isergebirgslauf | 7. Ski Classics von Bedřichov – Isergebirgslauf | 7. Ski Classics von Bedřichov – Isergebirgslauf | 7. Ski Classics von Bedřichov – Isergebirgslauf |
| ----------------------------------------------- | ----------------------------------------------- | ----------------------------------------------- | ----------------------------------------------- | ----------------------------------------------- |
| Datum                                           | Disziplin                                       | Erster Platz                                    | Zweiter Platz                                   | Dritter Platz                                   |
| 9. Februar 2025                                 | 50 km klassisch                                 | Anikken Gjerde Alnæs                            | Jenny Larsson                                   | Hanna Lodin                                     |

| 8. Ski Classics von Orsa Grönklitt – Grönklitt Criterium 61 | 8. Ski Classics von Orsa Grönklitt – Grönklitt Criterium 61 | 8. Ski Classics von Orsa Grönklitt – Grönklitt Criterium 61 | 8. Ski Classics von Orsa Grönklitt – Grönklitt Criterium 61 | 8. Ski Classics von Orsa Grönklitt – Grönklitt Criterium 61 |
| ----------------------------------------------------------- | ----------------------------------------------------------- | ----------------------------------------------------------- | ----------------------------------------------------------- | ----------------------------------------------------------- |
| Datum                                                       | Disziplin                                                   | Erster Platz                                                | Zweiter Platz                                               | Dritter Platz                                               |
| 15. Februar 2025                                            | 61 km klassisch                                             | Emilie Fleten                                               | Jenny Larsson                                               | Anikken Gjerde Alnæs                                        |

| 9. Ski Classics von Orsa Grönklitt – Grönklitt ITT | 9. Ski Classics von Orsa Grönklitt – Grönklitt ITT | 9. Ski Classics von Orsa Grönklitt – Grönklitt ITT | 9. Ski Classics von Orsa Grönklitt – Grönklitt ITT | 9. Ski Classics von Orsa Grönklitt – Grönklitt ITT |
| -------------------------------------------------- | -------------------------------------------------- | -------------------------------------------------- | -------------------------------------------------- | -------------------------------------------------- |
| Datum                                              | Disziplin                                          | Erster Platz                                       | Zweiter Platz                                      | Dritter Platz                                      |
| 16. Februar 2025                                   | 13 km klassisch                                    | Emilie Fleten                                      | Anikken Gjerde Alnæs                               | Jenny Larsson                                      |

| 10. Ski Classics von Sälen nach Mora – Wasalauf | 10. Ski Classics von Sälen nach Mora – Wasalauf | 10. Ski Classics von Sälen nach Mora – Wasalauf | 10. Ski Classics von Sälen nach Mora – Wasalauf | 10. Ski Classics von Sälen nach Mora – Wasalauf |
| ----------------------------------------------- | ----------------------------------------------- | ----------------------------------------------- | ----------------------------------------------- | ----------------------------------------------- |
| Datum                                           | Disziplin                                       | Erster Platz                                    | Zweiter Platz                                   | Dritter Platz                                   |
| 2. März 2025                                    | 90 km klassisch                                 | Stina Nilsson                                   | Anikken Gjerde Alnæs                            | Silje Øyre Slind                                |

| 11. Ski Classics von Rena nach Lillehammer – Birkebeinerrennet | 11. Ski Classics von Rena nach Lillehammer – Birkebeinerrennet | 11. Ski Classics von Rena nach Lillehammer – Birkebeinerrennet | 11. Ski Classics von Rena nach Lillehammer – Birkebeinerrennet | 11. Ski Classics von Rena nach Lillehammer – Birkebeinerrennet |
| -------------------------------------------------------------- | -------------------------------------------------------------- | -------------------------------------------------------------- | -------------------------------------------------------------- | -------------------------------------------------------------- |
| Datum                                                          | Disziplin                                                      | Erster Platz                                                   | Zweiter Platz                                                  | Dritter Platz                                                  |
| 15. März 2025                                                  | 54 km klassisch                                                | Stina Nilsson                                                  | Anikken Gjerde Alnæs                                           | Emilie Fleten                                                  |

| 12. Ski Classics in Bodø – Marcialonga Bodø | 12. Ski Classics in Bodø – Marcialonga Bodø | 12. Ski Classics in Bodø – Marcialonga Bodø | 12. Ski Classics in Bodø – Marcialonga Bodø | 12. Ski Classics in Bodø – Marcialonga Bodø |
| ------------------------------------------- | ------------------------------------------- | ------------------------------------------- | ------------------------------------------- | ------------------------------------------- |
| Datum                                       | Disziplin                                   | Erster Platz                                | Zweiter Platz                               | Dritter Platz                               |
| 22. März 2025                               | 50 km klassisch                             | Stina Nilsson                               | Emilie Fleten                               | Anikken Gjerde Alnæs                        |

| 13. Ski Classics in Bardufoss – Reistadløpet | 13. Ski Classics in Bardufoss – Reistadløpet | 13. Ski Classics in Bardufoss – Reistadløpet | 13. Ski Classics in Bardufoss – Reistadløpet | 13. Ski Classics in Bardufoss – Reistadløpet |
| -------------------------------------------- | -------------------------------------------- | -------------------------------------------- | -------------------------------------------- | -------------------------------------------- |
| Datum                                        | Disziplin                                    | Erster Platz                                 | Zweiter Platz                                | Dritter Platz                                |
| 29. März 2025                                | 46 km klassisch                              | Ebba Andersson                               | Astrid Øyre Slind                            | Silje Øyre Slind                             |

| 14. Ski Classics in Bardufoss – Summit 2 Senja | 14. Ski Classics in Bardufoss – Summit 2 Senja | 14. Ski Classics in Bardufoss – Summit 2 Senja | 14. Ski Classics in Bardufoss – Summit 2 Senja | 14. Ski Classics in Bardufoss – Summit 2 Senja |
| ---------------------------------------------- | ---------------------------------------------- | ---------------------------------------------- | ---------------------------------------------- | ---------------------------------------------- |
| Datum                                          | Disziplin                                      | Erster Platz                                   | Zweiter Platz                                  | Dritter Platz                                  |
| 30. März 2025                                  | 60 km klassisch                                | Ebba Andersson                                 | Stina Nilsson                                  | Emilie Fleten                                  |

### Gesamtwertung
| Endstand (Top 10) |                      |        |
| \| Rang \| Name \| Punkte \| \| ---- \| -------------------- \| ------ \| \| 1. \| Anikken Gjerde Alnæs \| 4040 \| \| 2. \| Emilie Fleten \| 4009 \| \| 3. \| Stina Nilsson \| 3460 \| \| 4. \| Jenny Larsson \| 3241 \| \| 5. \| Silje Øyre Slind \| 3025 \| \| 6. \| Louise Lindström \| 2918 \| \| 7. \| Hanna Lodin \| 2810 \| \| 8. \| Hedda Bångman \| 2557 \| \| 9. \| Karolina Hedenström \| 2493 \| \| 10. \| Julie Kvale Støstad \| 2432 \| |                      |        |
| Rang | Name                 | Punkte |
| 1. | Anikken Gjerde Alnæs | 4040   |
| 2. | Emilie Fleten        | 4009   |
| 3. | Stina Nilsson        | 3460   |
| 4. | Jenny Larsson        | 3241   |
| 5. | Silje Øyre Slind     | 3025   |
| 6. | Louise Lindström     | 2918   |
| 7. | Hanna Lodin          | 2810   |
| 8. | Hedda Bångman        | 2557   |
| 9. | Karolina Hedenström  | 2493   |
| 10. | Julie Kvale Støstad  | 2432   |